# 3749-es busz
A 3749-es jelzésű autóbuszvonal Miskolc, Bükkábrány és Mezőkövesd között húzódó regionális vonal, amelyet a MÁV Személyszállítási Zrt. üzemeltet.

## Útvonala
A miskolci autóbusz-állomásról indul. A 3-as főúton kezdi el útját Mezőkövesd felé, odairányban a főúton, visszirányban a Csabai kapun és a Corvin utcán át közlekedik, melyek a város egyik jelentősebb csomópontjában, a miskolctapolcai elágazásnál érnek össze. Hejőcsaba és Görömböly városrészeiből kitérést tesz Miskolc déli, 304-es főút menti ipari parkjához műszakváltás idejében, ezután hagyja el a várost, párhuzamosan a Budapest–Sátoraljaújhely-vasútvonallal.
Első települését, Mályit az egykori téglagyára felől közelíti meg, majd a főúton tartózkodva szeli át, a környék egyik nevezetességének számító Mályi-tavat nem érintve. Innen déli irányban Nyékládháza következik, amelyen belül követi a főút nyomvonalát a Szemere Bertalan utcában. Miután a 35-ös főútra leágaznak a Tiszaújváros felé közlekedő buszok, tovább megy Adorjántanyára, ami a vele szomszédos Emődnek a külterülete. Kelet-nyugati irányban átszeli a települést, a vasútállomásához nem, de a Bükkaranyos felé eső csücskébe többször is tesz kitérést. A 3-as főút különlegessége, hogy a hegységet és a síkságot kettéválasztja, mely itt is igaznak bizonyul, mivel jobb oldalt a Bükk-hegység, Harsány és Kisgyőr fekszik, bal oldalt az Alföldön átívelő csatornák, lapos tájak a jellemzőek. Továbbhajt Vattára, ami az Eger–Laskó–Csincse-vízrendszernek egyik falva, mert a Csincse-patak keresztülfolyik nemsokkal később az erről elnevezett falu kereszteződése után. Később a borsodgeszti és harsányi csomópont után a 247 kilométeres főút egyik 2×2 sávos szakaszán suhan be Bükkábrányba, ahol iskolai napokon többletjáratok is indulnak a településről vagy eddig. A községben buszainak egyik fele eltérő úton közlekedik tovább, számos másik buszvonalhoz hasonlóan. A Mátyás király útján közlekedik, majd a Kácsi-patak itteni hídja után körülbelül 10 méterrel hajt arrébb a főúttól, de nem akármiért, mert legegyszerűbben így éri el Mezőnyárádot (ide csatlakozik be a járatok másik fele), a közelben már a Mátrai Erőmű egyes borsodi bányái is fellelhetőek. Mezőnyárád minden megállóját érinti, majd visszatér a főútra, ezúttal a Lator-patakon és a tardi elágazáson hajt át, később egy egykori katonai repülőtér – Mezőkövesdi repülőtér /Klementina/ – szomszédságában. 

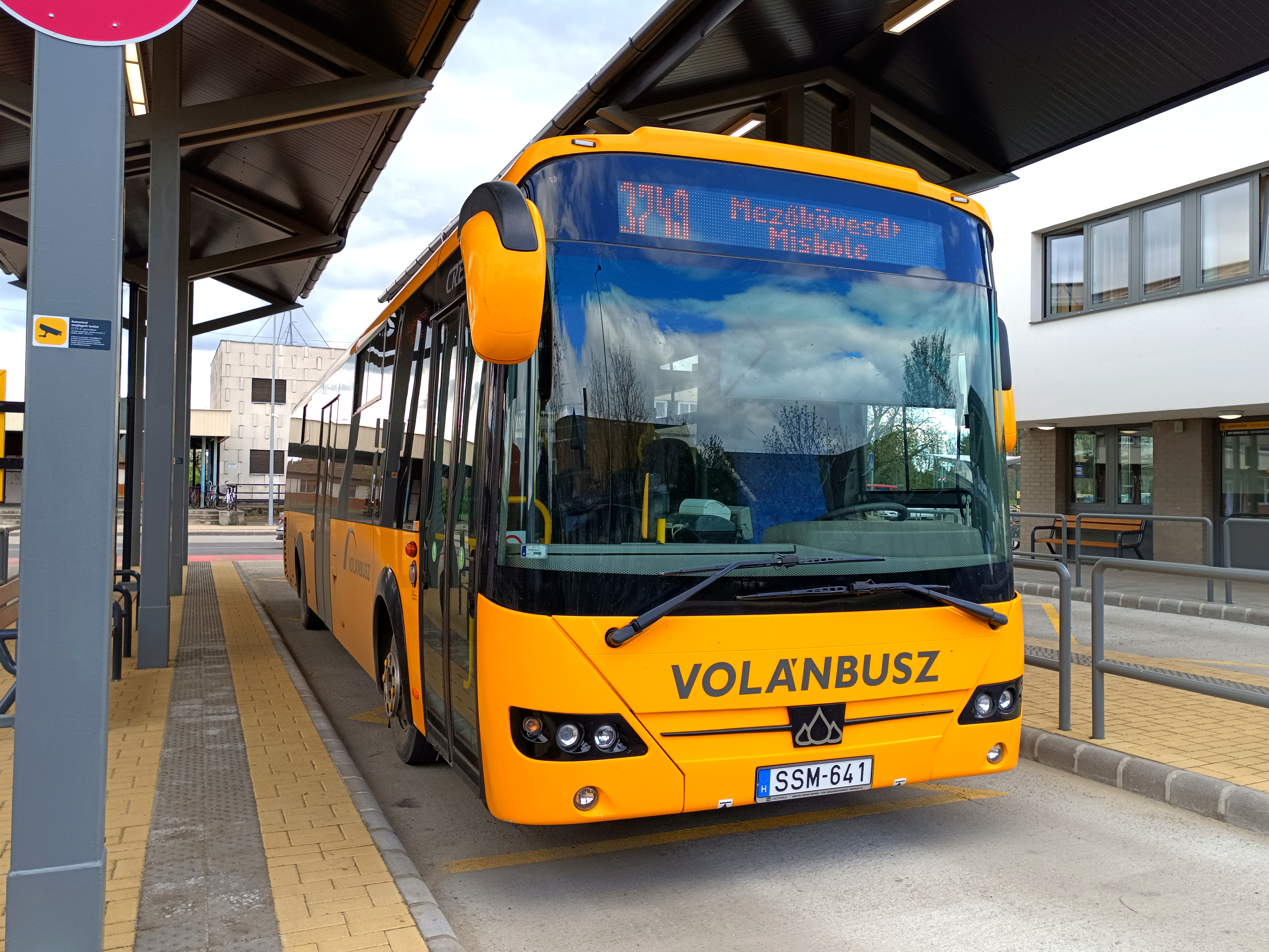
A 2023. decemberében átadott autóbusz-állomáson

A mezőkövesdi transzformátor-állomásnál elhagyja a 3-as utat és a Széchenyi István szakképzőiskola felől érkezik Mezőkövesdre. Hétköznapokon a központjától jóval messzebb fekvő Zsóry Gyógy- és Strandfürdőig elközlekedik egy járatpár. 2023 decembere előtt a centrumban helyezkedett el az buszállomása, addig a járatok a kicsi, szűk területen fejezték be útjuk, mai nevén Mátyás király út néven szerepel a megálló. Ekkor adták át az utasforgalomnak a városi vasútállomás mellett újonnan felépült autóbusz-állomást, mellyel emberközpontúbbá törekedtek alakítani a vasút és a busz közötti átszállásos kapcsolatot. Eredetileg ez a vonal sem közlekedett el eddig, valamint napjainkban is léteznek olyan járatok, melyek nem érintik ezt, de a Miskolc felől érkező 3749-es buszok itt érkeznek célba. 

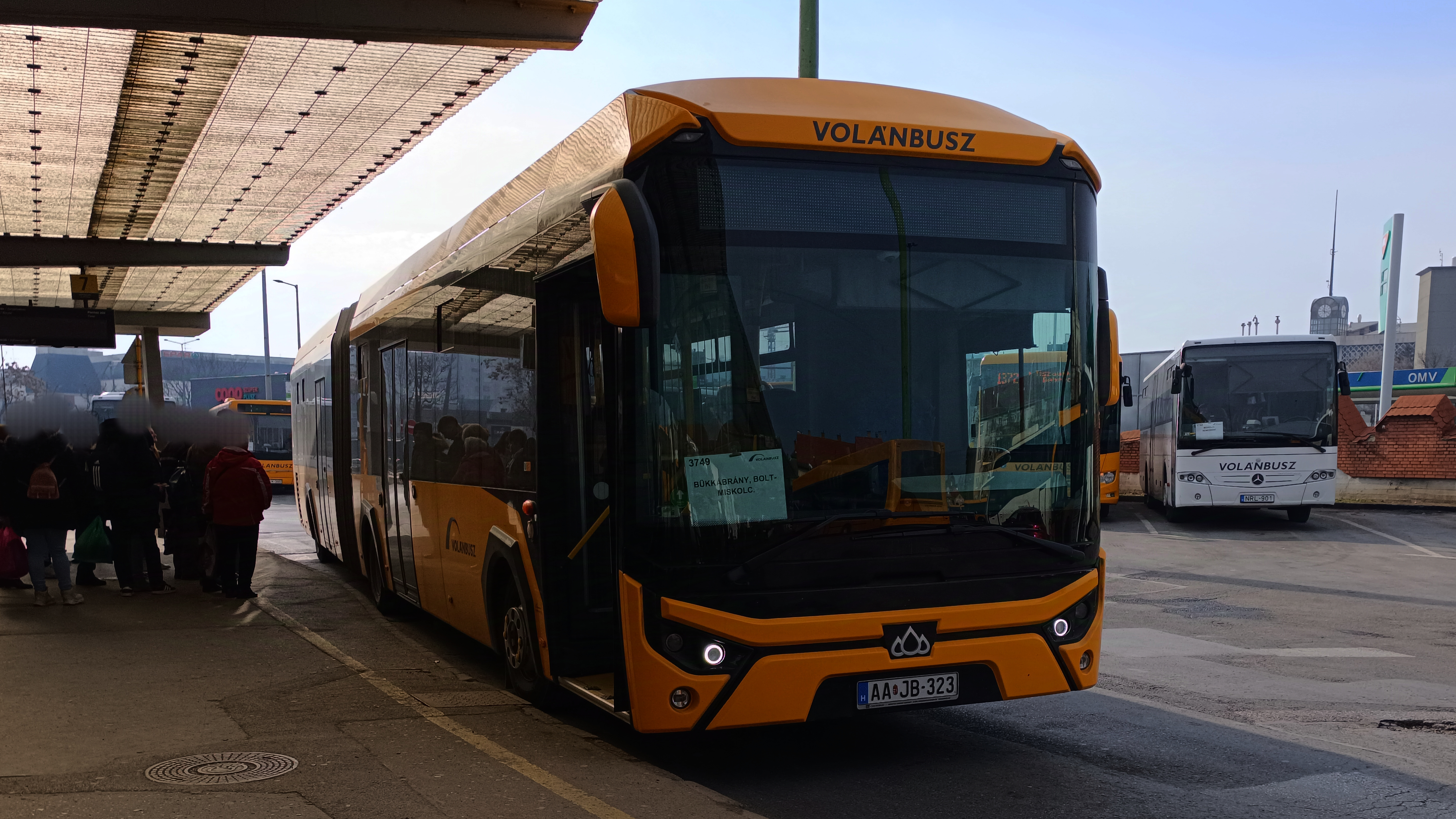
Különös járműcserék által csuklósbusz keveredett a délutáni többletjáratra

## Közlekedése
Indításai minden nap történnek, gyakori sűrűséggel. Miskolc és Mezőkövesd között a budapesti (1050), a szegedi (1375), a kecskeméti (1376), a szolnoki (1377) és az egri (1380, 1381) távolsági vonalak húzódnak, gyorsított járatokként. A két város között is közlekednek gyorsjáratok körülbelül 1 órás menetidővel, de a vonal leginkább a kisebb településeket fűzi útvonalára és kapcsolja össze azokat a megyeszékhellyel, illetve az egykori mezővárossal. Szóló autóbuszok közlekednek az 50 kilométeren.
A két város vasúton is összekapcsolt (Budapest–Sátoraljaújhely-vasútvonal), ezt részesítik előnyben a menetidő, a távolság, illetve a rendszeressége végett, Mezőkövesd állomása InterCity vonatokkal is megközelíthető.

### Csatlakozást biztosít
- Mezőkövesd, SZTK rendelőintézet megállóhelyen – Eger felé/felől autóbuszra (4015)
- Mezőkövesd, autóbusz-állomáson – Miskolc és Füzesabony felé/felől vonatra (80).

### Törzsjárművei
- az FLZ-188 rendszámú Volvo Alfa Regio,
- az LVJ-226 rendszámú Ikarus E134,
- az NRL-901 rendszámú Mercedes-Benz Intouro,
- az NRL-904 rendszámú Mercedes-Benz Intouro,
- az NRL-907 rendszámú Mercedes-Benz Intouro,
- az NRL-921 rendszámú Mercedes-Benz Intouro,
- az NRL-933 rendszámú Mercedes-Benz Intouro,
- az NWX-325 rendszámú Volvo 8700,
- az NZM-432 rendszámú Credo Econell 12,
- az SSM-641 rendszámú Credo Econell 12,
- az SSM-643 rendszámú Credo Econell 12 autóbuszok.

| Viszonylat                                 | Indításszám     | Közlekedési rend          |
| ------------------------------------------ | --------------- | ------------------------- |
| Miskolc, aut. áll. – Bükkábrány, bolt      | 3 pár           | tanítási napokon          |
| Miskolc, aut. áll. – Mezőkövesd, aut. áll. | 7 oda, 9 vissza | tanítási napokon          |
| Miskolc, aut. áll. – Mezőkövesd, aut. áll. | 8 oda, 9 vissza | tanszünetben munkanapokon |
| Miskolc, aut. áll. – Mezőkövesd, aut. áll. | 4 pár           | hétvégén                  |

## Megállóhelyei
| 0                                                                                   | Miskolc, autóbusz-állomás végállomás                              | 0.0 km  | 1, 1G, 3, 3A, 4, 7, 11, 12G, 20, 20A, 24, 28, 32, 34G, 35, 43, 44, 45, 101B, 900, 914, 935 1050, 1053, 1369, 1370, 1372, 1373, 1374, 1375, 1376, 1377, 1380, 1381, 1383, 1384, 1410, 1411 3700, 3701, 3702, 3703, 3704, 3705, 3706, 3707, 3708, 3709, 3710, 3711, 3712, 3714, 3715, 3716, 3717, 3718, 3719, 3720, 3721, 3722, 3723, 3724, 3726, 3727, 3728, 3729, 3730, 3731, 3733, 3734, 3735, 3736, 3737, 3738, 3739, 3740, 3741, 3742, 3743, 3744, 3745, 3746, 3747, 3748, 3750, 3751, 3752, 3753, 3754, 3755, 3757, 3760, 3761, 3764, 3765, 3766, 3767, 3770, 3772, 3773, 3774, 3775, 3776, 3777, 4019 |
| 1                                                                                   | Miskolc, Vörösmarty út (↓)                                        | 1.0 km  | 3A, 14G, 21, 21G, 24, 32, 35, 45, 901, Auchan 1 1050, 1369, 1370, 1372, 1375, 1376, 1377, 1380, 1381 3738, 3739, 3740, 3741, 3742, 3743, 3744, 3745, 3746, 3747, 3748, 3750, 3751, 3752, 4019 |
| ∫                                                                                   | Miskolc, Corvin utca (↑)                                          | ∫       | 20, 20A, 28, 34, 35, 43, 44, Auchan 1 1369, 1370, 1372, 1375, 1376, 1377, 1410 3738, 3739, 3740, 3741, 3742, 3743, 3744, 3745, 3746, 3747, 3748, 3750, 3751, 3752, 4019 |
| 2                                                                                   | Miskolc, Lévay József utca (↓)                                    | 1.8 km  | 4, 30, 31, 32, 35G, 45 1369, 1370, 1377, 1381 3738, 3739, 3740, 3741, 3742, 3743, 3744, 3745, 3746, 3747, 3748, 3750, 3751, 3752, 4019 |
| ∫                                                                                   | Miskolc, SZTK rendelő (↑)                                         | ∫       | 14, 20, 20A, 21, 30, 31, 34, 36, 43, 44, 900, 914, 935 1369, 1370, 1377 3738, 3739, 3740, 3741, 3742, 3743, 3744, 3745, 3746, 3747, 3748, 3750, 3751, 3752, 4019 |
| 3                                                                                   | Miskolctapolcai elágazás                                          | 3.2 km  | 4, 14, 20, 20A, 24, 30, 32, 34, 36, 43, 44, 45, 900, 914, 935 1050, 1369, 1370, 1372, 1373, 1374, 1375, 1376, 1377, 1380, 1381, 1410, 1411 3738, 3739, 3740, 3741, 3742, 3743, 3744, 3745, 3746, 3747, 3748, 3750, 3751, 3752, 4019 |
| 4                                                                                   | Miskolc (Hejőcsaba), gyógyszertár                                 | 4.3 km  | 4, 14, 43, 44, 45, 900, 914 1377, 1381 3738, 3739, 3740, 3741, 3742, 3743, 3744, 3745, 3746, 3747, 3748, 3750, 3751, 3752, 4019 |
| 5                                                                                   | Miskolc (Hejőcsaba), cementgyár                                   | 5.0 km  | 4, 14, 43, 44, 45, 900, 914 1377, 1381 3738, 3739, 3740, 3741, 3742, 3743, 3744, 3745, 3746, 3747, 3748, 3750, 3751, 3752, 4019 |
| 6                                                                                   | Miskolc, Görömböly bejárati út (↓)                                | 5.8 km  | 4, 43, 44, 53 1377, 1381 3738, 3739, 3740, 3741, 3742, 3743, 3744, 3745, 3746, 3747, 3748, 3750, 3751, 3752, 4019 |
| 7                                                                                   | Miskolc, harsányi útelágazás (↓)                                  | 6.5 km  | { 4, 43, 44, 53 1050, 1369, 1372, 1375, 1376, 1377, 1381 3738, 3739, 3740, 3741, 3742, 3743, 3744, 3745, 3746, 3747, 3748, 3750, 3751, 3752, 4019 |
| Tanítási napokon 7; tanszünetben munkanapokon 8; hétvégén 9 járat által érintett.   |                                                                   |         | |
| ∫                                                                                   | Miskolc, Déli Ipari Park                                          | ∫       | 43, 44, 45, 53 1377, 1381 3743, 3751, 3752, 4019 |
| ∫                                                                                   | Miskolc, harsányi útelágazás (↑)                                  | ∫       | 4, 43, 44, 53 1050, 1369, 1372, 1375, 1376, 1377, 1381 3738, 3739, 3740, 3741, 3742, 3743, 3744, 3745, 3746, 3747, 3748, 3750, 3751, 3752, 4019 |
| 8                                                                                   | Miskolci Állami Gazdaság                                          | 8.8 km  | 1377, 1381 3739, 3740, 3741, 3742, 3743, 3744, 3745, 3747, 3748, 3750, 4019 |
| 9                                                                                   | Mályi, Agroker bejárati út                                        | 9.7 km  | 1370, 1377, 1381 3739, 3740, 3741, 3742, 3743, 3744, 3745, 3747, 3748, 3750, 4019 |
| 10                                                                                  | Mályi, téglagyár                                                  | 10.3 km | 1370, 1377, 1381 3739, 3740, 3741, 3742, 3743, 3744, 3745, 3747, 3748, 3750, 4019 |
| 11                                                                                  | Mályi, bolt                                                       | 11.1 km | 1050, 1369, 1370, 1372, 1375, 1376, 1377, 1380, 1381, 1410 3739, 3740, 3741, 3742, 3743, 3744, 3745, 3747, 3748, 3750, 4019 |
| 12                                                                                  | Mályi, lakótelep                                                  | 11.8 km | 1377, 1381 3739, 3741, 3742, 3743, 3744, 3745, 3747, 3748, 3750, 4019 |
| 13                                                                                  | Nyékládháza, Szemere utca 53.                                     | 14.1 km | 1050, 1369, 1370, 1372, 1375, 1376, 1377, 1380, 1381, 1410 3745, 3747, 3748, 3750, 4019 |
| 14                                                                                  | Nyékládháza, Pótkerék Csárda                                      | 15.9 km | 1377, 1381 3747, 3748, 3750, 4019 |
| 15                                                                                  | Emőd, Adorjántanya bejárati út                                    | 18.5 km | 1377, 1381 3747, 3748, 3750, 4019 |
| 16                                                                                  | Emőd, ABC áruház                                                  | 20.8 km | 1050, 1375, 1376, 1377, 1380, 1381 3747, 3748, 3750, 4019 |
| Tanítási napokon 17; tanszünetben munkanapokon 13; hétvégén 2 járat által érintett. |                                                                   |         | |
| ∫                                                                                   | Emőd, orvosi rendelő                                              | ∫       | 1377 3748, 3750, 4019 |
| ∫                                                                                   | Emőd, autóbusz-váróterem                                          | ∫       | 1377 3748, 3750, 4019 |
| ∫                                                                                   | Emőd, autóbusz-forduló                                            | ∫       | 1377 3748, 3750, 4019 |
| ∫                                                                                   | Emőd, autóbusz-váróterem                                          | ∫       | 1377 3748, 3750, 4019 |
| ∫                                                                                   | Emőd, orvosi rendelő                                              | ∫       | 1377 3748, 3750, 4019 |
| 17                                                                                  | Emőd, Bagolyvár Csárda                                            | 22.0 km | 1050, 1375, 1376, 1377, 1380, 1381 3747, 3748, 3750, 4019 |
| 18                                                                                  | Vatta, Kossuth utca 30.                                           | 26.6 km | 1050, 1375, 1376, 1377, 1380, 1381 3747, 3748, 3750, 4019 |
| 19                                                                                  | Vatta, híd                                                        | 27.4 km | 1050, 1375, 1376, 1377, 1380, 1381 3747, 3748, 3750, 4019 |
| 20                                                                                  | Bükkábrány, bolt Bükkábrány, Thermoplasztika vonalközi végállomás | 33.3 km | 1050, 1375, 1376, 1377, 1380, 1381 3746, 3747, 3748, 4006, 4007, 4019, 4022 |
| Tanítási napokon 4; tanszünetben munkanapokon 2 járat által nem érintett.           |                                                                   |         | |
| 21                                                                                  | Bükkábrány, Vörösmarty utca                                       | 34.0 km | 1377, 1381 3746, 3747, 4006, 4007, 4019, 4022 |
| 22                                                                                  | Mezőnyárád, felső                                                 | 35.5 km | 1377, 1381 3746, 3747, 4006, 4007, 4019, 4022, 4026 |
| 23                                                                                  | Mezőnyárád, posta                                                 | 36.0 km | 1050, 1377, 1380, 1381 3746, 3747, 4006, 4007, 4019, 4022, 4026 |
| 24                                                                                  | Mezőnyárád, kultúrház                                             | 36.9 km | 1377, 1381 3746, 3747, 4006, 4007, 4019, 4022, 4026 |
| 25                                                                                  | Mezőnyárád, temető                                                | 37.5 km | 1050, 1377, 1380, 1381 3746, 3747, 4006, 4007, 4008, 4009, 4019, 4021, 4022, 4026, 4030 |
| 26                                                                                  | Tardi elágazás                                                    | 40.5 km | 1377, 1381 3746, 4001, 4006, 4007, 4008, 4009, 4021, 4022, 4026, 4030 |
| 27                                                                                  | Klementina, bejárati út                                           | 41.5 km | 1377, 1381 3746, 4001, 4006, 4007, 4008, 4009, 4021, 4022, 4026, 4030 |
| 28                                                                                  | Mezőkövesd, transzformátor állomás                                | 44.3 km | 1377, 1381 3746, 4001, 4006, 4007, 4008, 4009, 4021, 4022, 4026, 4030 |
| 29                                                                                  | Mezőkövesd, gimnázium                                             | 46.0 km | 1, 2, 2B, 3 1050, 1375, 1376, 1377, 1380, 1381 3416, 3746, 4001, 4006, 4007, 4008, 4009, 4013, 4017, 4018, 4019, 4021, 4022, 4023, 4026, 4030 |
| 30                                                                                  | Mezőkövesd, Szent László tér                                      | 46.5 km | 1, 2, 2B, 3 1050, 1377, 1380, 1381 3416, 3746, 4001, 4006, 4007, 4008, 4009, 4013, 4017, 4018, 4019, 4021, 4022, 4023, 4026, 4030 |
| 31                                                                                  | Mezőkövesd, Mátyás király út                                      | 46.9 km | 1, 2, 2B, 3 1050, 1375, 1376, 1377, 1380, 1381 3416, 3746, 4001, 4006, 4007, 4008, 4009, 4013, 4017, 4018, 4019, 4021, 4022, 4023, 4026, 4030 |
| Munkanapokon 2 alkalommal érintett.                                                 |                                                                   |         | |
| ∫                                                                                   | Mezőkövesd, gyógyfürdő                                            | ∫       | 2, 2B 1376 3746, 4013, 4014, 4015, 4157 |
| 32                                                                                  | Mezőkövesd, SZTK rendelőintézet                                   | 47.1 km | 1, 2B, 3 1344, 1375, 1377, 1426, 1427, 1447, 1448, 1468 3406, 3416, 3418, 3419, 4001, 4006, 4007, 4008, 4009, 4010, 4011, 4013, 4014, 4015, 4016, 4017, 4019, 4023, 4026, 4030, 4157 |
| 33                                                                                  | Mezőkövesd, Széchenyi utca                                        | 47.8 km | 1, 2B, 3 1344 3406, 3416, 3418, 3419, 4001, 4006, 4007, 4008, 4009, 4010, 4011, 4014, 4015, 4016, 4017, 4019, 4023, 4026, 4030, 4157 |
| 34                                                                                  | Mezőkövesd, autóbusz-állomás végállomás                           | 48.5 km | 1, 2B, 3 1344, 1375, 1377, 1426, 1427, 1447, 1448, 1468 3406, 3416, 3418, 3419, 4001, 4006, 4007, 4008, 4010, 4014, 4015, 4016, 4017, 4019, 4023, 4026, 4030, 4157 IC, InterRégió, sebesvonat, személyvonat – Mezőkövesd (80) |